# Église danoise dans le Schleswig du Sud
L’Église danoise dans le Schleswig du Sud (en allemand Dänische Kirche in Südschleswig, en danois Dansk Kirke i Sydslesvig est une église luthérienne des Danois d'Allemagne vivant dans le Schleswig du Sud et basée à Flensbourg.

## Organisation
Elle Il est lié à l'Église du Danemark par le biais de l'Église danoise à l'étranger. Contrairement à celle-ci, elle est composée comme une église synodale.
L'Église danoise dans le Schleswig du Sud se compose de 30 paroisses avec environ 6 300 membres, qui sont pris en charge par 24 pasteurs. L'assemblée décisionnelle est annuelle (Kirkedag). Le président est le prévôt en exercice à Flensbourg. En tant qu'église libre, l'église du Schleswig du Sud a la forme juridique d'une association enregistrée.
L'église principale est l'église du Saint-Esprit de Flensbourg. Des services en danois ont lieu ici depuis 1588. C'était auparavant une église filiale de l'église Sainte-Marie de Flensbourg jusqu'à ce qu'elle soit officiellement remise à l'église du Danemark en 1997. En plus de église du Saint-Esprit, d'autres églises et salles paroissiales sont construites dans la seconde moitié du XXe siècle. Les petites congrégations utilisent souvent une salle cultuelle dans les écoles danoises locales. Les ordres du jour et l'hymnaire de l'église nationale danoise sont utilisés dans les services religieux. En 1995, un groupe de pasteurs publie un hymnaire germano-danois. En 2015, une nouvelle édition révisée de l'hymnaire est publiée.

## Source, notes et références
- (de) Cet article est partiellement ou en totalité issu de l’article de Wikipédia en allemand intitulé « Dänische Kirche in Südschleswig » (voir la liste des auteurs).